# Edutainment (album)
Edutainment – czwarty studyjny album nowojorskiej grupy Boogie Down Productions.

## Lista utworów
| #  | Tytuł                                  | Producent                                | Wykonawca            |
| -- | -------------------------------------- | ---------------------------------------- | -------------------- |
| 1  | "Exhibit A"                            | KRS-One                                  | *Interlude*          |
| 2  | "Blackman In Effect"                   | KRS-One                                  | KRS-One              |
| 3  | "Ya Know The Rules"                    | KRS-One                                  | KRS-One              |
| 4  | "Exhibit B"                            | KRS-One                                  | *Interlude*          |
| 5  | "Beef"                                 | KRS-One                                  | KRS-One              |
| 6  | "House Nigga's"                        | KRS-One                                  | KRS-One              |
| 7  | "Exhibit C"                            | KRS-One                                  | *Interlude*          |
| 8  | "Love's Gonna Get'cha (Material Love)" | Pal Joey                                 | KRS-One              |
| 9  | "100 Guns"                             | KRS-One                                  | KRS-One              |
| 10 | "Ya Strugglin'"                        | D-Nice, KRS-One                          | KRS-One, Kwame Toure |
| 11 | "Breath Control II"                    | KRS-One                                  | KRS-One              |
| 12 | "Exhibit D"                            | KRS-One                                  | *Interlude*          |
| 13 | "Edutainment"                          | KRS-One                                  | KRS-One              |
| 14 | "The Homeless"                         | KRS-One                                  | KRS-One              |
| 15 | "Exhibit E"                            | KRS-One                                  | *Interlude*          |
| 16 | "The Kenny Parker Show"                | KRS-One                                  | KRS-One              |
| 17 | "Original Lyrics"                      | KRS-One                                  | KRS-One, Special K   |
| 18 | "The Racist"                           | KRS-One                                  | KRS-One              |
| 19 | "7 Dee Jays"                           | Decadent Dub Team, KRS-One, Sidney Mills | KRS-One              |
| 20 | "30 Cops Or More"                      | Decadent Dub Team, KRS-One, Sidney Mills | KRS-One              |
| 21 | "Exhibit F"                            | KRS-One                                  | *Interlude*          |